# Шарий Іван Ількович
Іва́н Ількович Ша́рий  (1894, Вереміївка — 25.02.1930, м. Харків) — український політичний діяч.

## Життєпис
Родом із села Вереміївки тодішньої Полтавської губернії (тепер Черкаської області).
Навчався у Київському університеті св. Володимира, був активним членом «Студентської громади». Закінчив університет у 1917 році.
Брав участь у бою під Крутами. Став автором перших спогадів про цю подію.
Член Трудового Конгресу від Української партії соціалістів-революціонерів.
Протягом 1920–1923 діяв у підпіллі, був керівником повстанського загону в Холодному Яру під прізвищем «Іван Чорний».
Згодом легалізувався і перебрався до Києва, де у 1920-их роках працював викладачем української мови у високих школах. Займав посаду директора Київського будинку вчених.
Іван Шарий був заарештований у 1929 році за організацію опору колективізації та приналежність до Спілки Визволення України й розстріляний у лютому 1930.